# Municipio de Lowery
El municipio de Lowery (en inglés: Lowery Township) es un municipio ubicado en el condado de Stutsman en el estado estadounidense de Dakota del Norte. En el año 2010 tenía una población de 33 habitantes y una densidad poblacional de 0,36 personas por km².

## Geografía
El municipio de Lowery se encuentra ubicado en las coordenadas 47°17′8″N 99°25′30″O / 47.28556, -99.42500. Según la Oficina del Censo de los Estados Unidos, el municipio tiene una superficie total de 91.49 km², de la cual 88,61 km² corresponden a tierra firme y (3,15 %) 2,88 km² es agua.

## Demografía
Según el censo de 2010, había 33 personas residiendo en el municipio de Lowery. La densidad de población era de 0,36 hab./km². De los 33 habitantes, el municipio de Lowery estaba compuesto por el 100 % blancos. Del total de la población el 0 % eran hispanos o latinos de cualquier raza.